# Васил Милчов
Васил Милчов (Милчев) Лазаров, наречен Чифличенчето, е български революционер, деец на Върховния македоно-одрински комитет.

## Биография
Васил Милчов е роден в 1877 година в малешевското село Чифлик, от което носи и прякора си. Присъединява се към Върховния комитет и е назначен за куриер. Заподозрян от властите в революционна дейност, е принуден да бяга в Свободна България. След една година се връща в Македония и се присъединява към четата на Алексо Поройлията, с която действа в Поройско и Дойранско в продължение на две години. След това заминава за родното си Малешевско и става знаменосец на четата на Иван Пашалията. В сражение при село Гореме е ранен. Участва в Горноджумайското въстание през есента на 1902 година. През лятото на 1903 година е в отряда на генерал Иван Цончев и участва в боя при село Пирин и сраженията при Белица. От 1903 до 1905 година е четник на войводата Анастас Милев, а в 1906 година е четник на Георги Попето.
При избухването на Балканската война в 1912 година е доброволец в Македоно-одринското опълчение и служи в четата на Дончо Златков, а след това в 13-а кукушка дружина. Участва в сраженията през Междусъюзническата война в 1913 година срещу сръбската армия в Осогово. При намесата на България в Първата световна война служи в Петдесет и трети пехотен осоговски полк.
На 8 април 1943 година, като жител на Истевник, подава молба за българска народна пенсия, в която се определя като „голям българин“. Молбата е одобрена и пенсията е отпусната от Министерския съвет на Царство България.